# ネマン
座標: 北緯55度02分 東経22度02分 / 北緯55.033度 東経22.033度
ネマン（ロシア語: Неман, ラテン文字転写: Neman）は、ロシア西部飛び地のカリーニングラード州北西部にある町。人口は9,255人（2021年）。
1945年以前はドイツ領東プロイセンに属し、ドイツ語でラグニット（Ragnit, リトアニア語: Ragainė, ポーランド語: Ragneta）といった。古くは東プロイセンのリトアニア人地区であった小リトアニアに属した。
リトアニア国境を流れるネマン川（旧メーメル川）の南岸の、高さ15メートルの高台の上に町がある。周囲は丘陵地帯となっている。11キロメートル西にはソヴィェツク（旧ティルジット）の町がある。

## 歴史

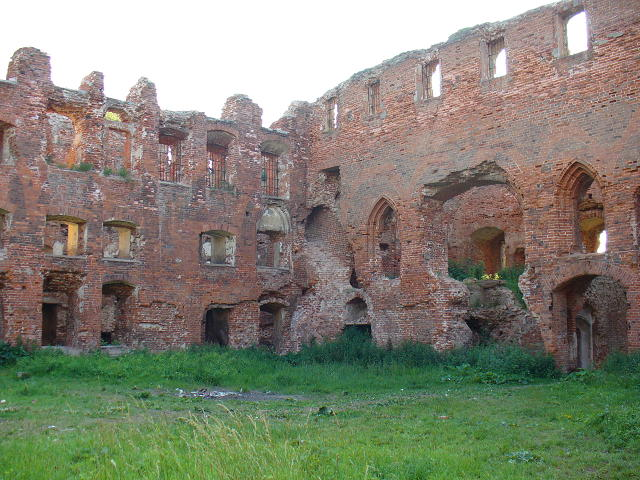
ドイツ騎士団の城・ラグニット城の廃墟

もともとはバルト系の民族スカロヴィア人の集落で、ラガニテ（Raganite, ラガイネ Ragainė）といった。1220年にはロシア人が木造の城塞を包囲したが撃退されている。13世紀にリトアニア大公国が誕生するとドイツ騎士団との間で争奪の対象となり、1278年にはドイツ騎士団が占領し、1289年に木造の要塞に代えて石造の騎士団の城を建設した。この城はランデシュッテ（Landeshutte）と呼ばれたが結局は定着せず、すぐそばを流れるメーメル川（ネマン川）の支流ラグニット川にちなんで、もとの集落の名に近いラグニットと呼ばれるようになった。1293年にはシャラウアーブルク城（Schalauerburg）も完成した。

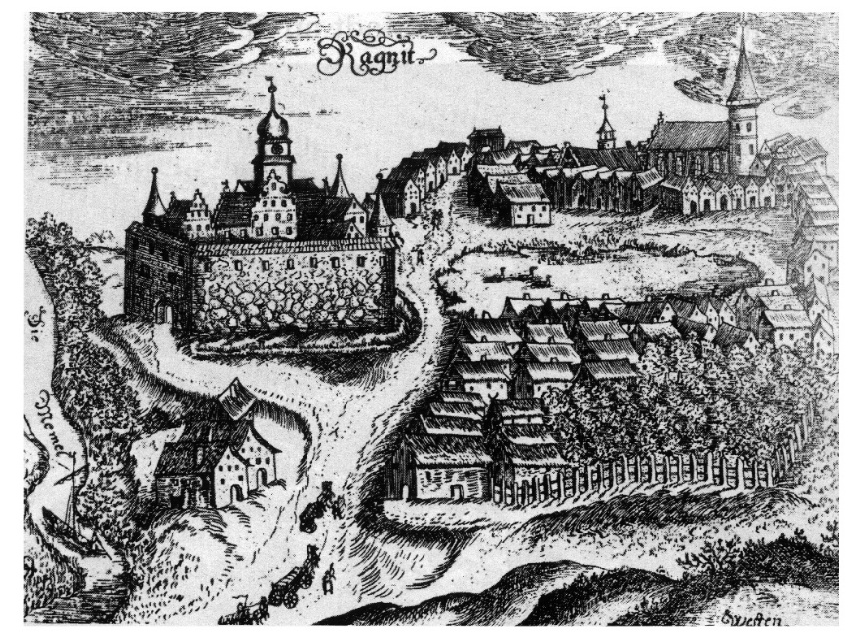
1684年のラグニット

1355年にはシャラウアーブルク城が破壊され、翌年には再建されたが、1365年に再度破壊されたあとは再建されなかった。反対にラグニット城は1397年から1409年にラインラントから建築家ニコラス・ファレンシュタインを招いてドイツ騎士団領でも有数の堅固さを誇る城へと再編された。城に守られるようにして市場町もでき、インステルブルク（現在のチェルニャホフスク）から北上した街道がメーメル川を渡る地点に位置する地の利から発展し始めた。これを都市にしようという案は、1410年に騎士団がポーランド・リトアニア連合にグルンヴァルトの戦いで大敗したため実現されなかった。しかしラグニット城はティルジット（現在のソヴィェツク）やラビアウ（現在のポレッスク）を管轄下に置く騎士団の重要な拠点であり、それは1525年4月10日、ドイツ騎士団領がポーランド王国の封臣であるプロシア公領となり、やがてブランデンブルク＝プロイセンとなってからも変わらなかった。17世紀にはラグニットは二度破壊された。1656年には北方戦争（第二次北方戦争）でタタール人に破壊され、1678年にはスコーネ戦争でスウェーデン軍に破壊された。
1701年にはプロイセン王国となる。1709年から1711年、東プロイセンでは疫病と飢餓で人口が各地で激減し、ラグニットでも人口が半減した。1722年4月6日にはフリードリヒ・ヴィルヘルム1世によりようやく都市法を得た。1757年には七年戦争でコサックを含むロシア軍により破壊されている。1812年のナポレオンのロシア侵攻の際にはラグニットは大火にあっている。1815年のプロイセン行政改革ではラグニットは郡の中心となった（1922年にティルジット郡と合併し、郡の中心はティルジットに移されている）。1829年の火災ではラグニット城は大きな被害を受けた。
1892年11月1日にはティルジットとの間の鉄道が開通した。1894年にはシュタルペーネン（現在のネステロフ）まで全通し、1913年にはインステルブルクへの狭軌鉄道も開通した。こうした鉄道で急速にラグニットの工業化が進んだ。煉瓦工場や製鉄所ができ、1909年にはパルプ工場が開業した。周囲の農村は果樹生産が始まりラグニットはその集散地となった。1782年の住民は1,882人だったが、1895年には4,591人に伸びている。第一次世界大戦の序盤では、ロシア軍が東プロイセン東部を占領しており、ラグニットは1914年8月23日から9月12日までロシア軍の占領下に置かれた。
第二次世界大戦開戦当時の人口は10,094人で、ラグニットには製紙工場があり、その他木製品の生産や機械工業が立地していた。1944年の秋、赤軍はメーメル川の北岸に迫り、1944年10月20日から市民の避難が始まった。1945年1月17日、赤軍第3ベラルーシ戦線の部隊がほぼ無抵抗のラグニットを占領した。
ポツダム会議後、ソ連とポーランドによる東プロイセンの分割が決まり、ラグニットはカリーニングラード州の一部となった。避難していなかったドイツ人住民は追放され、ヨーロッパ・ロシアのヴォルガ川沿岸やベラルーシからの住民が移ってきた。ラグニットは、ネマン川にちなんでネマンと改名されている。

### リトアニア人のラグニット
ドイツの一部でありながら、ラグニットは数世紀もの間リトアニアの文化の中心でもあった。1549年から1563年までの間、リトアニア人の名高い作家・翻訳家で、史上初めてリトアニア語で印刷された本（Catechismusa Prasty Szadei）を書いたマルティナス・マジュヴィダスは、ラグニット（ラガイネ）に僧侶・助祭長（archdeacon）として赴任していた。この町にいる間に、マジュヴィダスは多くの書籍をドイツ語からリトアニア語に翻訳したり、リトアニア語で著書を書いたりしている。
1863年に始まった1月蜂起で、ロシア帝国領内でのリトアニア語出版が禁じられると、東プロイセン（特にラグニットをはじめとした小リトアニア）でリトアニア語の書物が印刷され、ひそかにロシア領リトアニアへ密輸されていった。

## 産業
ネマンで一番大きな会社はネマン製紙工場で、1,000人以上の雇用を生み出している。
またネマンの南方15キロメートルではロスアトムがカリーニングラード原子力発電所を計画している。2010年2月25日にはロスアトムの社長、ロシア副首相セルゲイ・イワノフ、カリーニングラード州知事らが起工式を行った。2基からなる原発は2016年に操業開始する予定になっている。ロスアトムはネマン市に対し、ラグニット城の再建を支持するなど地元対策を行っている。